# David John Malloy
David John Malloy (Milwaukee, 3 de fevereiro de 1956) é um ministro americano e bispo católico romano de Rockford.
O Arcebispo de Milwaukee, Rembert George Weakland OSB, ordenou-o sacerdote em 1º de julho de 1983.
Papa Bento XVI nomeou-o bispo de Rockford em 20 de março de 2012. O Arcebispo de Chicago, cardeal Francis Eugene George OMI, deu-lhe a consagração episcopal em 14 de maio do mesmo ano; Os co-consagradores foram Jerome Edward Listecki, arcebispo de Milwaukee, e Thomas George Doran, ex-bispo de Rockford. Seu lema era Fides Spes Caritas (latim para fé, esperança e amor).